# Francisco Núñez Losada
Francisco Núñez Losada (Candelario, 1 de octubre de 1889-Madrid, 11 de julio de 1973) fue un pintor y catedrático español.

## Biografía
Nacido en el pueblo salmantino de Candelario, hijo de padres procedentes de San Felices de los Gallegos. La familia se mudó en diferentes ocasiones por exigencias laborales. Fue en la capital de la provincia donde Francisco se matriculó en la Escuela de Dibujo y Música de San Eloy con sus hermanos. En Valencia, estudió en la Real Academia de San Carlos, mientras que en Madrid, asistió a la Real Academia de Bellas Artes de San Fernando, donde fue discípulo de Cecilio Pla, y frecuentó el Museo del Prado.
Recorrió la geografía española en busca de paisajes que pintar. Participó en la Exposición Nacional de Bellas Artes en 1941, en su trigesimocuarta edición, en la que obtuvo una primera medalla por su Valle de Liébana.
Falleció en Madrid en 1973, a los 83 años de edad.